# Мелкова, Полина Владимировна
Поли́на Влади́мировна Мелко́ва (настоящее имя Поли́на Ву́льфовна Ба́ркман; 1 ноября 1911, Новозыбков — 1985, Ленинград) — советская переводчица; переводила в основном с английского языка. Наиболее известна переводами драматургии — в частности, пьес елизаветинцев (Шекспир, Джонсон, Уэбстер, Бомонт, Флетчер, Хейвуд). Кандидат филологических наук.
Активно сотрудничала с музыкальным театром: в её переводах ставились на русском языке «Опера нищего», мюзиклы «Звуки музыки», «Человек из Ламанчи», «Хелло, Долли!», «Оливер!», «Скрипач на крыше», «Целуй меня, Кэт».

## Опубликованные переводы
В скобках указан год первой публикации.
- Уильям Шекспир — «Укрощение строптивой» (1958), «Тимон Афинский» (1960), «Цимбелин» (1960).
- Бен Джонсон — «Вольпоне, или Лис» (1954), «Алхимик» (1960).
- Джон Уэбстер — «Герцогиня Мальфи» (1959).
- Джон Флетчер — «Женись и управляй женой», «Мсье Томас», «Ночное привидение, или Воришка», «Охота за охотником», «Ум без денег» (все — 1965).
- Фрэнсис Бомонт — «Рыцарь Пламенеющего Пестика» (1956).
- Томас Хейвуд — «Красотка с Запада» (1956), «Женщина, убитая добротой» (1959), «Ворожея из Хогсдона» (1960).
- Бернард Шоу — «Пигмалион» (1980), «Миллионерша», «Оружие и человек».
- Теннесси Уильямс — «Любовное письмо лорда Байрона», «Растоптанные петуньи», «Предназначено на слом».
- Фридрих Дюрренматт — «Операция „Вега“» (1966).
- Джон Пристли — «Таинственное происшествие в отеле „Гринфингерс“» (1987).
- Александр Дюма — «Нельская башня».
- Готхольд Лессинг — «Эмилия Галотти».
- Герхарт Гауптман — «Потонувший колокол».
- Фенимор Купер — «Последний из могикан, или Повествование о 1757 годе».
- Вальтер Скотт — «Кенилворт», стихотворения.
- Джон Голсуорси — «Девушка ждёт», «Пустыня в цвету», «На другой берег», «Беглянка».
- Винсент Ван Гог — «Письма к друзьям».